# Língua de sinais búlgara
A Língua de Sinais Búlgara (em Portugal: Língua Gestual Búlgara) é a língua de sinais (pt: língua gestual) usada pela comunidade surda da Bulgária.